# بانکو دی اوکسیدنته
بانکو دی اوکسیدنته (انگلیسی: Banco de Occidente) شرکت خدمات مالی و بانکداری کلمبیایی است، که در سال ۱۹۶۵ تأسیس شد.